# Baal ou la magicienne passionnée
Baal ou la magicienne passionnée. Livre des ensorcellements est un roman fantastique de l'écrivaine française Renée Dunan paru en 1924. Ce récit retrace les aventures de Palmyre, une magicienne des Années folles, capable d'invoquer des créatures monstrueuses.

## Intrigue
Partagé en quatre parties portant des titres à la consonance biblique : Tsadé, Samech, Iod et Beth, le roman narre les aventures de la magicienne Palmyre dans le Paris des années 1920, initiant à l'occasion sa secrétaire à la magie : téléportation, envoûtement, ouverture d'une autre dimension. Palmyre fait notamment face à Baal, invoqué par erreur par des savants qui étudient scientifiquement la métapsychie. Cette créature, issue d'une autre dimension, se révèle alors sous la forme d'une pieuvre géante.

## Analyse de l’œuvre

### Palmyre, une héroïne originale
L'héroïne du roman, Palmyre, est une sorcière mondaine qui reçoit le Tout-Paris dans ses appartements situés sur les Champs-Élysées. Capable d'influer sur les sentiments de ceux qu'elle subjugue, elle possède en outre de formidables connaissances occultes. En effet, elle possède un miroir dimensionnel qui lui permet d'invoquer des monstres issus de mondes parallèles, notamment un poulpe avec lequel elle entretient des relations sexuelles.

### «Paramirum»
En 1923, Renée Dunan publie dans la revue Tentatives no 2 une nouvelle appelée « Paramirum » qui raconte la séance d'occultiste de la devineresse Palmyre, consultée par une femme qui souhaite connaître les agissements de son amant pendant son absence. Néanmoins, en s'approchant de trop près du miroir magique de Palmyre, elle est aspirée dans le néant.
L'année suivante, le récit est retravaillé pour être intégré au roman Baal ou la Magicienne passionnée, centré sur le personnage de Palmyre.
Quatre-vingt douze ans plus tard, la nouvelle originelle est à nouveau publiée dans le recueil Le roman de la fin des hommes aux éditions Les Moutons électriques en 2015.

## Éditions
- Baal ou la magicienne passionnée, Amiens, Librairie Edgar Malfère, 1924    (Wikisource)
- Éditions Apex, 1995
- Rivière Blanche, coll. « Baskerville »,  no 10, 2012, dans le recueil Baal  (ISBN 978-1-61227-138-5)
- L'Arbre vengeur, 2021, dans le recueil Maîtres du vertige  (ISBN 978-2-37941-130-4) Cette anthologie ne présente que la première aventure de Palmyre intitulée Tsadé.

## Hommage
Dans la bande dessinée La Brigade chimérique (2009-2010), les auteurs Serge Lehman et Fabrice Colin rendent hommage au roman de Renée Dunan en représentant la magicienne Palmyre invoquant Baal pour mettre en déroute le criminel Cagliostro .
En 2022, lorsqu'il imagine le retour de la Brigade chimérique dans Ultime Renaissance, Serge Lehman met en scène une nouvelle incarnation de Palmyre, en la personne de la petite-fille de l'héroïne de Renée Dunan.